# Leichtathletik-Europameisterschaften 2010/4 × 100 m der Frauen

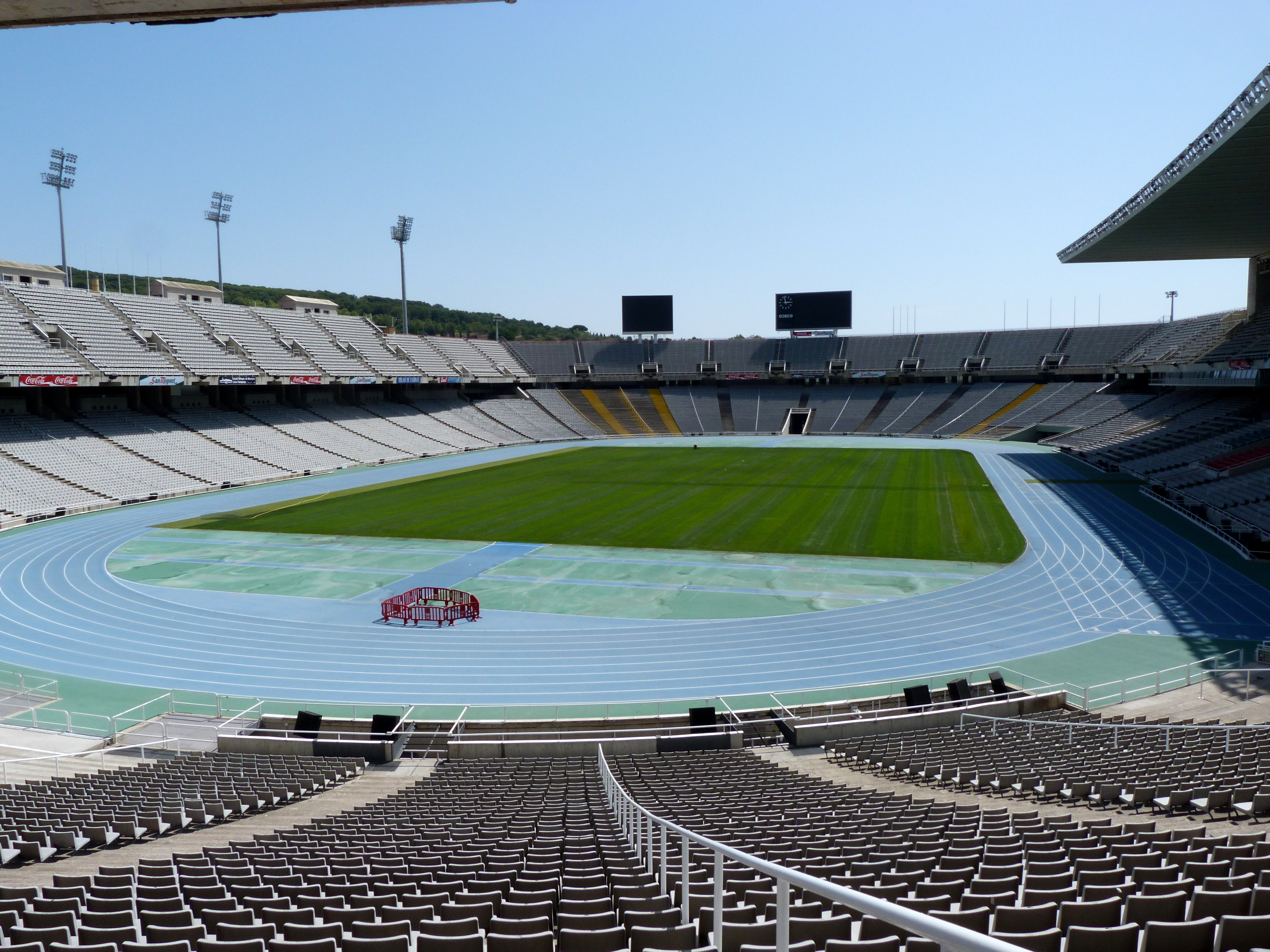
Das Olympiastadion Estadi Olímpic Lluís Companys
Barcelona im Jahr 2012

Die 4-mal-100-Meter-Staffel der Frauen bei den Leichtathletik-Europameisterschaften 2010 wurde am 31. Juli und 1. August 2010 im Olympiastadion Estadi Olímpic Lluís Companys der spanischen Stadt Barcelona ausgetragen.
Europameister wurde die Ukraine in der Besetzung Olessja Powch, Natalija Pohrebnjak, Marija Rjemjen und Jelysaweta Bryshina (Finale) sowie der im Vorlauf außerdem eingesetzten Jelena Tschebanu.
Den zweiten Platz belegte Frankreich mit Myriam Soumaré (Finale), Véronique Mang, Lina Jacques-Sébastien (Finale) und Christine Arron sowie den im Vorlauf außerdem eingesetzten Läuferinnen Céline Distel-Bonnet und Nelly Banco.
Bronze ging an Polen (Marika Popowicz, Daria Korczyńska, Marta Jeschke, Weronika Wedler).
Auch die nur im Vorlauf eingesetzten Läuferinnen erhielten entsprechendes Edelmetall.

## Rekorde

### Bestehende Rekorde
| Weltrekord           | 41,37 s | DDR (Gesine Walther, Sabine Rieger, Ingrid Auerswald, Marlies Göhr) | Canberra, Australien  | 16. Oktober 1985  |
| Europarekord         | 41,37 s | DDR (Gesine Walther, Sabine Rieger, Ingrid Auerswald, Marlies Göhr) | Canberra, Australien  | 16. Oktober 1985  |
| Meisterschaftsrekord | 41,68 s | DDR (Silke Möller, Katrin Krabbe, Kerstin Behrendt, Sabine Günther) | EM Split, Jugoslawien | 1. September 1990 |

Der bestehende EM-Rekord wurde bei diesen Europameisterschaften nicht erreicht. Die schnellste Zeit erzielte das Europameisterquartett aus der Ukraine mit 42,29 s, womit die Staffel eine neue Weltjahresbestleistung aufstellte und 61 Hundertstelsekunden über dem Rekord blieb. Zum Welt- und Europarekord fehlten 92 Hundertstelsekunden.

### Rekordverbesserungen
Es wurden drei neue Landesrekorde aufgestellt:
- 43,93 s – Irland (Amy Foster, Niamh Whelan, Claire Brady, Ailis McSweeney), erster Vorlauf am 31. Juli
- 42,68 s – Polen (Marika Popowicz, Daria Korczyńska, Marta Jeschke, Weronika Wedler), Finale am 1. August
- 43,45 s – Spanien (Ana Torrijos, Digna Luz Murillo, Estela García, Amparo María Cotán), Finale am 1. August

## Doping
Die zunächst viertplatzierte russische Staffel wurde wegen der Beteiligung der auch schon im Artikel zum 200-Meter-Lauf der Frauen benannten Sprinterin Julija Tschermoschanskaja disqualifiziert. Sie hatte mittels Stanozolol und Turinabol gedopt und wurde dafür bestraft.
Leidtragende waren – wie auch über 4-mal 400 Meter – die irischen Staffelläuferinnen, die über die Zeitregel im Finale anstelle des russischen Teams an den Start hätten gehen können.

## Legende
Kurze Übersicht zur Bedeutung der Symbolik – so üblicherweise auch in sonstigen Veröffentlichungen verwendet:
| WL  | Weltjahresbestleistung (World Lead)      |
| NR  | Nationaler Rekord                        |
| DNF | Wettkampf nicht beendet (did not finish) |
| DSQ | disqualifiziert                          |
| DOP | wegen Dopingvergehens disqualifiziert    |

## Vorrunde
Die Vorrunde wurde in zwei Läufen durchgeführt. Die ersten drei Staffeln pro Lauf – hellblau unterlegt – sowie die darüber hinaus zwei zeitschnellsten Teams – hellgrün unterlegt – qualifizierten sich für das Finale.

### Vorlauf 1
31. Juli 2010, 10:45 Uhr
| Platz | Staffel     | Besetzung                                                                   | Zeit (s) | Anmerkung                              |
| ----- | ----------- | --------------------------------------------------------------------------- | -------- | -------------------------------------- |
| 1     | Ukraine     | Olessja Powch Natalija Pohrebnjak Marija Rjemjen Jelena Tschebanu (Vorlauf) | 43,24    |                                        |
| 2     | Belarus     | Julija Neszjarenka Kazjaryna Schumak Alena Neumjarschyzkaja Julija Balykina | 43,69    |                                        |
| 3     | Spanien     | Ana Torrijos Digna Luz Murillo Estela García Amparo María Cotán             | 43,88    |                                        |
| 4     | Irland      | Amy Foster Niamh Whelan Claire Brady Ailis McSweeney                        | 43,93 NR | eigentlich für das Finale qualifiziert |
| 5     | Litauen     | Silva Pesackaitė Edita Kavaliauskienė Sonata Tamošaitytė Lina Grinčikaitė   | 44,13    |                                        |
| 6     | Italien     | Jessica Paoletta Tiziana Grasso Giulia Arcioni Audrey Alloh                 | 44,15    |                                        |
| 7     | Slowenien   | Tina Murn Sabina Veit Kristina Žumer Merlene Ottey                          | 44,30    |                                        |
| 8     | Niederlande | Femke van der Meij Loreanne Kuhurima Anouk Hagen Jamile Samuel              | 44,70    |                                        |
| DSQ   | Deutschland | Yasmin Kwadwo Marion Wagner Anne Möllinger Verena Sailer                    |          |                                        |

### Vorlauf 2
31. Juli 2010, 10:55 Uhr
| Platz | Staffel        | Besetzung                                                                           | Zeit (s) | Anmerkung                 |
| ----- | -------------- | ----------------------------------------------------------------------------------- | -------- | ------------------------- |
| 1     | Polen          | Marika Popowicz Daria Korczyńska Marta Jeschke Weronika Wedler                      | 43,30    |                           |
| 2     | Frankreich     | Céline Distel-Bonnet (Vorlauf) Véronique Mang Nelly Banco (Vorlauf) Christine Arron | 43,35    |                           |
| 3     | Belgien        | Olivia Borlée Hanna Mariën Élodie Ouédraogo Frauke Penen                            | 43,82    |                           |
| 4     | Schweden       | Emma Rienas Lena Berntsson Elin Backman Moa Hjelmer                                 | 43,90    |                           |
| 5     | Großbritannien | Joice Maduaka Montell Douglas Hayley Jones Laura Turner                             | 44,09    |                           |
| 6     | Bulgarien      | Inna Eftimowa Monika Gatschewska Gabriela Laleva Iwet Lalowa                        | 44,72    |                           |
| 7     | Lettland       | Marlēna Reimane Ieva Zunda Sandra Krūma Jekaterina Čekele                           | 44,92    |                           |
| 8     | Norwegen       | Siri Eritsland Mari Gilde Brubak Ida Bakke Hansen Ezinne Okparaebo                  | 44,96    |                           |
| DOP   | Russland       | Juna Mechti-Sade Julia Kazura Julija Guschtschina Julija Tschermoschanskaja         | 43,23    | für das Finale zugelassen |

## Finale
1. August 2010, 19:50 Uhr
| Platz | Staffel    | Besetzung | Zeit (s) |
| ----- | ---------- | --- | -------- |
| 1     | Ukraine    | Olessja Powch Natalija Pohrebnjak Marija Rjemjen Jelysaweta Bryshina (Finale) im Vorlauf außerdem: Jelena Tschebanu                          | 42,29 WL |
| 2     | Frankreich | Myriam Soumaré (Finale) Véronique Mang Lina Jacques-Sébastien (Finale) Christine Arron im Vorlauf außerdem: Céline Distel-Bonnet Nelly Banco | 42,45    |
| 3     | Polen      | Marika Popowicz Daria Korczyńska Marta Jeschke Weronika Wedler                                                                               | 42,68 NR |
| 4     | Belarus    | Julija Neszjarenka Kazjaryna Schumak Alena Neumjarschyzkaja Julija Balykina                                                                  | 43,18    |
| 5     | Spanien    | Ana Torrijos Digna Luz Murillo Estela García Amparo María Cotán                                                                              | 43,45 NR |
| 6     | Schweden   | Emma Rienas Lena Berntsson Elin Backman Moa Hjelmer                                                                                          | 43,75    |
| DNF   | Belgien    | Olivia Borlée Hanna Mariën Élodie Ouédraogo Frauke Penen                                                                                     |          |
| DOP   | Russland   | Juna Mechti-Sade Alexandra Fedoriwa (Finale) Julija Guschtschina Julija Tschermoschanskaja im Vorlauf außerdem: Julia Kazura                 | 42,91    |

Europameister über 4 × 100 m der Frauen wurde die Staffel aus der Ukraine, was als eine Überraschung galt. Favorisiert waren die Französinnen und Polinnen, welche den zweiten bzw. dritten Platz belegten. Die Zeit von 42,29 der Siegerinnen mit Olessja Powch, Natalija Pohrebnjak, Marija Rjemjen und Jelysaweta Bryshina war Weltjahresbestzeit. Die ebenfalls mitfavorisierte deutsche Staffel mit Yasmin Kwadwo, Marion Wagner, Anne Möllinger und Verena Sailer war aufgrund eines Wechselfehlers bereits im Vorlauf ausgeschieden – beim Wechsel zwischen Anne Möllinger und Schlussläuferin Verena Sailer war der Stab zu Boden gefallen.

## Videolink
- 4x100m relay women Final 20th European Athletics Championships Barcelona 2010 HD, youtube.com (englisch), abgerufen am 20. Februar 2023